# Art Technology Group
Art Technology Group, Inc. (ATG) war ein unabhängiges und auf E-Commerce und On-Demand-Optimierungsanwendungen spezialisiertes Internet-Technologie-Unternehmen. ATG wurde am 5. Januar 2011 durch Oracle übernommen. ATG hat weiterhin seinen Sitz in Cambridge, Massachusetts und operiert unter eigenem Namen als Tochtergesellschaft von Oracle. ATG-Lösungen bieten Merchandising, Marketing, Content-Personalisierung, automatisierte Empfehlungen und Live-Hilfsdienste.

## Unternehmensgeschichte und Akquisitionen
Die ATG wurde 1991 von Jeet Singh und Joseph Chung gegründet, beide Absolventen des Massachusetts Institute of Technology (MIT, Institut für Technologie Massachusetts). Bis 1996 lieferte die Firma Beratungsleistungen zum Aufbau von Websites vom Beginn der Internetära an. In den Jahren 1997/98 entwickelte sie sich zu einem Software-Unternehmen, das mehrere Produkte, darunter eine E-Commerce-Plattform und einen Applikationsserver, anbot.
Nach dem Börsengang 1999 fokussierte sich ATG 2000–2003 auf Handelsanwendungen, also auf Geschäftsanwendungen für Absatzförderung, Contentmanagement, Marketing und Analyse. Gleichzeitig konzentrierte sie sich auf den Industrie-Standard mit Applikationsservern von IBM, BEA (Oracle) und WildFly (Red Hat).
2004 erwarb ATG Primus Knowledge Solutions in einer umstrittenen Akquisition, die am 1. November 2004 abgeschlossen wurde. In den folgenden Jahren übernahm sie weitere Unternehmen wie Stara, ein Anbieter von Click-t-Call, Chat und Call-Tracking-Lösungen (2006), CleverSet (2008, die Transaktion wird am 6. Februar 2008 abgeschlossen) und InstantService (2010, die Transaktion wird am 12. Januar 2010 abgeschlossen). Die beiden letzteren Unternehmen befanden sich zum Zeitpunkt der Übernahme in privater Hand.
2005 beendete ATG die Integration der Primus-Anwendungen auf der ATG Web Marketing und E-Commerce-Software-Plattform. 2010 einigten sich Oracle Corporation und ATG, den Übernahmeprozess von ATG durch Oracle zu starten. Die Ankündigung der Übernahmevereinbarung wurde am 2. November 2010 veröffentlicht. Oracle schloss die Akquisition am 5. Januar 2011 für geschätzte eine Milliarde US-Dollar oder 6,00 US-Dollar pro Aktie ab.